# SP-201
A SP-201 é uma rodovia transversal do estado de São Paulo, administrada pelo Departamento de Estradas de Rodagem do Estado de São Paulo (DER-SP).

## Denominações
Recebe as seguintes denominações em seu trajeto:
Nome:	Euberto Nemésio Pereira de Godoy, Prefeito, Rodovia
- De - até:	Pirassununga - SP-215 (Santa Cruz das Palmeiras)
- Legislação: LEI 8.039 DE 01/10/92

## Descrição
Principais pontos de passagem: Pirassununga - SP 215 (Santa Cruz das Palmeiras)

## Características

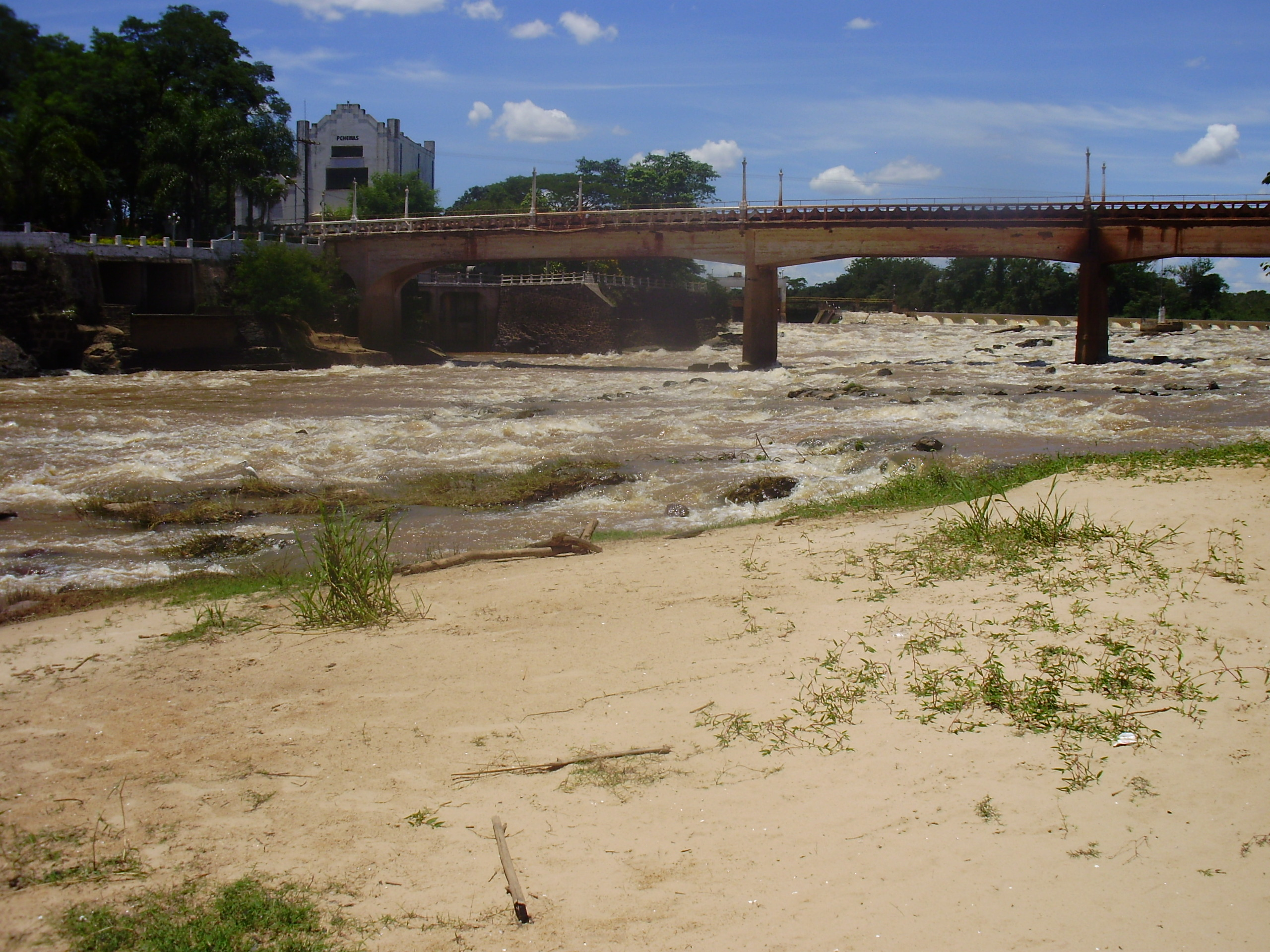
Trecho da SP-201 em Cachoeira de Emas.

### Extensão
- Km Inicial: 0,000
- Km Final: 22,970

### Localidades atendidas
- Pirassununga
- Cachoeira de Emas
- Santa Cruz das Palmeiras